# Jason Vandelannoite
Jason Vandelannoite, né le 6 novembre 1986, est un joueur de football belge. Il évolue au poste de défenseur.
Depuis 2015 il joue au KFC Sparta Petegem, en quatrième division belge.

## Carrière
Formé au FC Bruges, il rejoint le noyau A en 2005 et dispute son premier match en Ligue des champions contre le Bayern Munich le 18 septembre 2005. Considéré comme un grand talent du club, il est souvent critiqué pour un manque de professionnalisme en dehors du terrain. À la fin de la saison 2006-07, le FC Bruges lui signifie qu'il peut se chercher un nouveau club et le 28 juin 2007, son contrat est rompu à l'amiable. Il s'engage en septembre au Bursaspor.
Le 2 août 2008, il signe à l'AFC Tubize alors promu en division 1. En mars 2010, il est renvoyé de Tubize pour manque de professionnalisme. Il quitte alors la Belgique pour le championnat maltais, où il évolue successivement pour le Qormi FC, le Hibernians FC et le Valletta FC.
Jason Vandelannoite est également international belge espoirs.